# Operatie Result
Operatie Result was de codenaam voor een Britse aanval op de Italiaanse schepen in de haven van Genua tijdens de Tweede Wereldoorlog.

## Geschiedenis
Op 9 februari 1941 ondernam Force H van de Royal Navy een aanval op de haven van Genua. De slagschepen HMS Renown en HMS Malaya beschoten de haven met zwaar scheepsgeschut. Bommenwerpers van het vliegdekschip HMS Ark Royal bombardeerden tegelijkertijd de haveninstallaties in La Spezia en Livorno. Later werden in de vaarwegen naar de haven van La Spezia ook nog mijnen gelegd. 
In Genua werden vijf schepen tot zinken gebracht en achttien beschadigd. De Italianen waren volledig verrast en boden nauwelijks weerstand.  